# Vasilij Petrovič Trubačenko
Vasilij Petrovič Trubačenko (rusko Василий Петрович Трубаченко), sovjetski častnik, vojaški pilot, letalski as in heroj Sovjetske zveze, * 1912, † 16. september 1941.
Trubačenko je v svoji vojaški službi dosegel 8 samostojnih zračnih zmag (po nekaterih podatkih 11).

## Življenjepis
Med sovjetsko-japonsko mejno vojno leta 1939 je bil pripadnik 22. lovskega letalskega polka, kjer je dosegel 5 samostojnih zračnih zmag (po nekaterih podatkih 8).
V drugi svetovni vojni je bil pripadnik 182. lovskega letalskega polka; dosegel je 3 samostojne zračne zmage.

## Odlikovanja
- heroj Sovjetske zveze (avgust 1939)